# Henri-Montan Berton
Pour les articles homonymes, voir Henri Berton et Berton.
Henri-Montan Berton, né le 17 septembre 1767 à Paris et mort dans cette ville le 22 avril 1844, est un violoniste et compositeur français.

## Biographie
Deuxième rejeton d’une dynastie de compositeurs qui jeta quelque éclat sur la musique française pendant près d’un siècle, Henri-Montan Berton éclipsa la renommée paternelle de Pierre-Montan Berton. De bonne heure, il apprit la pratique de l’art dans lequel il devait s’illustrer, et ses progrès furent si rapides qu’en 1782, à quinze ans, il fut jugé digne d’être admis parmi les violons de la scène lyrique parisienne.
Jean-Baptiste Rey d’abord, et Antonio Sacchini ensuite lui enseignèrent la composition. Il reçut de ces maîtres l’éducation musicale alors en vigueur et qui se composait beaucoup plus de procédés que de notions théoriques. Mais il y a des professeurs qui valent mieux que leurs leçons, et Sacchini fut un guide utile pour Berton qui se destinait à la musique théâtrale. L'influence de Paisiello ne fut pas non plus étrangère au développement artistique de Berton qui s'était pris d'une vive admiration pour une des plus jolies partitions de ce maitre, la Frascatana.
Pressé de se produire et d’ailleurs encouragé par Sacchini, Berton, à l’âge de dix-neuf ans, fit entendre ses premiers ouvrages (1780). C’étaient des oratorios ou cantates. L’année suivante (1787), il débuta à la Comédie-Italienne par un opéra-comique, les Promesses de mariage. Cet essai, favorablement accueilli par le public, était d’un heureux augure. Le compositeur soutint la bonne opinion que son début avait donnée de lui en faisant représenter successivement la Dame invisible ou l’Amant à l’épreuve en 1787, Cora et les Brouilleries en 1789, les Deux Sentinelles en 1790, et enfin les Rigueurs du cloître (1790), la première œuvre qu’il ait fortement empreinte de son individualité.
Le trait distinctif du talent de Berton était le sens de la scène, qualité qui se remarquait surtout dans les opéras qu’il a écrits entre les années 1799 et 1803, notamment dans Montano et Stéphanie et Le Délire qui sont ses deux principales compositions. Ponce de Léon, opéra bouffon en trois actes dont il fit les paroles et la musique, et qui fut représenté aux Italiens le 4 mars 1797, était déjà un ouvrage de mérite, mais il fallait un violent mélodrame pour donner l’essor aux facultés scéniques de Berton.
Montano et Stéphanie, opéra en trois actes, représenté à l’Opéra-Comique le 18 avril 1799, a pour sujet une intrigue dont la jalousie forme le nœud ; l’innocence de Stéphanie est reconnue et le traître Altamont paye de sa vie la ruse infâme qu’il a ourdie. La musique, dramatique, originale et bien conduite, en est considérée comme la meilleure de Berton. Adolphe Adam, a dit, dans ses Souvenirs d’un musicien, au sujet de cette œuvre : « Le titre non seulement en est connu de tous les amateurs de théâtre, mais le succès des morceaux a survécu à la vogue de la pièce. Il n’y a pas d’année où l’on n’entende dans les concerts, soit la magnifique ouverture qui sert de début à l’ouvrage, soit le bel air de Stéphanie »
Berton obtint un autre succès aussi la même année avec le Délire ou les Suites d’une erreur, opéra-comique en un acte, joué le 6 décembre 1799. L’action appartient plutôt au drame qu’au genre de l’opéra comique. Le livret offre des scènes qui étaient propres à inspirer le compositeur. Cette entente de la scène au point de vue musical produisit encore deux ouvrages qui ont de la valeur : le Grand Deuil, opéra bouffon en un acte (20 janvier 1801), et Aline, Reine de Golconde, opéra-comique en trois actes (1803).
Dans les nombreux opéras qui succédèrent à ceux-ci, la négligence se fit sentir de plus en plus, et, avec elle, la pénurie de l’inspiration ; car Berton continua à écrire lorsque son imagination épuisée ne s’exerçait plus que sur des thèmes rebattus. C’est à peine si dans Virginie (11 juin 1823), le quarante-septième ouvrage dramatique, mais non le dernier, de ce fécond compositeur, contient quelques parties intéressantes sous le rapport de l’harmonie.
Homme de coterie, ne dédaignant pas d’appeler l’intrigue au secours de son talent, Berton jouit pendant sa vie d’une grande réputation, et les plus flatteuses distinctions lui furent accordées par tous les gouvernements qui se succédèrent au pouvoir durant cette période. Lorsque la Convention réorganisa l’École royale de musique sous le nom de Conservatoire national (1795), Berton y fut attaché dès l’origine, en qualité de professeur d’harmonie jusqu'à 1816. En 1807, il est nommé directeur de la musique de l’Opéra-Italien, et Paris lui doit d’entendre pour la première fois les Noces di Figaro de Mozart. Puis de 1818 à 1844, Berton est professeur de composition au Conservatoire de Paris.
De l’Opéra-Italien, Berton passa comme chef de chant à l’Opéra (1809). Six ans après, en 1813, l’Institut lui ouvrit ses portes. La Restauration le fait chevalier de la Légion d’honneur, et la monarchie de Juillet lui confère le grade d’officier dans le même ordre (1834).
Il a laissé un Traité de l’harmonie, suivi d’un Dictionnaire des accords, 1815, 4 vol. in-4°, et des mémoires posthumes.
Il s'opposa de toutes ses forces au jeune Berlioz, dont l'esthétique et la modernité étaient à l'opposé de ses propres conceptions, réussissant à le faire échouer à trois reprises au Prix de Rome : "Une académie ne pouvait ni ne devait encourager un genre de musique comme le sien".
Il a eu comme élève Eudoxie Péan de La Roche-Jagu.
Lorsqu’il mourut, Berton avait fourni une longue et brillante carrière. Douze ans auparavant, il avait perdu son fils Henri François Berton, qui fut aussi un compositeur distingué. À l’exemple de son père et de son aïeul, ce dernier avait donné quelques partitions à la salle Feydeau et à l’Opéra, mais elles avaient eu peu de succès.

## Répertoire non exhaustif
- Les Rigueurs du cloître, comédie en deux actes et en prose mêlées d'ariettes, créée au Théâtre Favart le 23 août 1790

Livret en ligne : 
- Le Nouveau d'Assas, trait civique mêlé de chant en un acte, livret de Dejaure créé au Théâtre Favart le 15 octobre 1790
- Les Deux sentinelles, livret d'Andrieux, créé au Théâtre Favart le 27 mars 1791
- Les Deux sous-lieutenants, ou le Concert interrompu, Comédie en un acte et en prose, livret de Favières, créé le 19 mai 1792
- Eugène, ou la Piété filiale, en trois actes, livret d'Avrigny, créé au Théâtre Feydeau le 11 mars 1793
- Le Congrès des rois, comédie en trois actes et en prose mêlée d’ariettes, musique en collaboration avec onze autres compositeurs (Frédéric Blasius, Luigi Cherubini, Nicolas Dalayrac, Prosper-Didier Deshayes, François Devienne, André Grétry, Louis Emmanuel Jadin, Rodolphe Kreutzer, Étienne-Nicolas Méhul, Jean-Pierre Solié et Trial fils), livret d'Ève Demaillot, créée à l'Opéra-Comique (salle Favart), le 26 février 1794
- Agricol Viala, ou le Héros de la Durance, opéra-comique en un acte, livret de Fillette-Loraux, créé au Théâtre Feydeau le 9 octobre 1794
- Bélisaire, Opéra en trois actes, livret de Bertin d'Antilly, créé au Théâtre Favart le 3 octobre 1796
- Christophe et Jérôme, ou la Femme hospitalière, comédie en un acte, livret de Favières, créé au Théâtre Favart le 26 octobre 1796
- Ponce de Léon, opéra bouffon, dont il fit les paroles aussi bien que la musique, créé au Théâtre Favart le 4 mars 1797
- Le Dénouement inattendu, en un acte, livret de Joigny, créé au Théâtre Favart le 17 novembre 1797
- Le Rendez-vous supposé, ou le Souper de famille, comédie en deux actes, livret de Pujoulx, créé au Théâtre Favart le 5 août 1798
- Montano et Stéphanie, opéra en trois actes créé à la Salle Favart le 15 avril 1799 (26 germinal an VII), livret de Dejaure ;
- Le Délire (1801) ;
- Aline, reine de Golconde (1803) ;
- La Romance, opéra en 1 acte, livret de Gaugiran-Nanteuil et Fillette-Loraux, créé à l'Opéra-Comique, le 26 janvier 1804[4].
- Les Maris garçons, avec Charles Nanteuil, (1806).
- Blanche de Provence, opéra en 3 actes, livret d'Emmanuel Théaulon et de De Rancé, musique de Berton, François-Adrien Boïeldieu, Luigi Cherubini, Rodolphe Kreutzer et Ferdinando Paër, 1821